# Eugorgia forreri
Eugorgia forreri är en korallart som beskrevs av Studer 1883. Eugorgia forreri ingår i släktet Eugorgia och familjen Gorgoniidae. Inga underarter finns listade i Catalogue of Life.